# درخواست برای رسمیت گاه‌شماری خورشیدی در تاجیکستان
درخواست برای رسمیت یافتن گاه‌شماری هجری خورشیدی در تاجیکستان اشاره به این موضوع دارد که مردم تاجیکستان پس از استقلال این کشور خواهان بازگشت به هویت خودی‌شان بودند که یکی از مصادیق آن درخواست برای رسمیت یافتن گاهشماری هجری خورشیدی و انتخاب نوروز به‌عنوان آغاز سال جدید در تاجیکستان است به‌ویژه که تقویم رسمی دو کشور فارسی‌زبان ایران و افغانستان هم هجری خورشیدی است و تاجیکستان تنها کشور فارسی‌زبانی است که در آن تقویم میلادی رسمیت دارد.
این درخواست مردم تاکنون به‌دلیل نفوذ روسیه و مخالفت دولت تاجیکستان به‌دلایل اقتصادی، فرهنگی و سیاسی مانند ارتباط با روسیه و کشورهای دیگر مسکوت مانده‌است. اخیراً مردم تاجیک در اینترنت و رسانه‌های دیگر بر این درخواست خود پافشاری کرده‌اند.
عبدالفتاح واحداُف مدیر بخش مونیتورینگ انجمن رسانه‌های مستقل در تاجیکستان اعتقاد دارد هیچ مشکلی برای عملی شدن این طرح وجود ندارد چرا که طرفداران زیادی دارد. تنها نگرانی او باز مشکلات اقتصادی دولت تاجیکستان است که ممکن است سد عملی‌شدن این طرح شود. وی در این‌باره می‌گوید:
«در جامعهٔ امروز تاجیکستان اندیشه‌های مختلفی به دنبال عملی کردن این طرح است. ولی مشکلات دیگری در تاجیکستان موجود است که مانع عملی بر سر راه پیاده‌شدن این طرح ایجاد می‌کند. این کشور به جامعهٔ سابق شوروی علاقه‌مند و پیوسته‌است. از ۹۰ سال پیش ما از سال‌شماری هجری خورشیدی به سال‌شماری میلادی گذر کرده‌ایم. امروز وابستگی تاجیکستان و جامعهٔ کشورهای سابق شوروی به کشورهای دیگر اروپا که از طریق شوروی سابق رابطهٔ نزدیکی با ما دارند مشکلاتی را در سر راه گذشتن از سال‌شماری میلادی به سال‌شماری شمسی ایجاد می‌کند.»
امامعلی رحمان در آستانهٔ نوروز ۱۳۹۰ چندین بار بر آغاز سال نو با نوروز تأکید کرد. این در حالی است که هنوز تقویم رسمی تاجیکستان، تقویم میلادی است و همچنان تحویل سال نو میلادی در دوشنبه رسمیت دارد. به نظر می‌آید تاجیکان به‌زودی تقویم خورشیدی را حداقل در کنار تقویم میلادی خود بپذیرند.